# Humberto Fernández Morán
Pour les articles homonymes, voir Morán.
Humberto Fernández Morán, né à Maracaibo (Venezuela) le 18 février 1924 et mort à Stockholm (Suède) le 17 mars 1999, est un médecin qui travailla dans le secteur de la micrographie électronique en se spécialisant dans la neurologie et la neuropathologie. 

## Biographie
Il est le fondateur de l’IVIC (Instituto Venezolano de Investigaciones Científicas) et le créateur de la carrière universitaire de biophysique de l'UCV (Université centrale du Venezuela). Il est ministre du gouvernement du général Marcos Pérez Jiménez mais, après un coup d'État orchestré par les États-Unis et les révolutionnaires vénézuéliens, il est expulsé du Venezuela. 
Humberto Fernandez Moran invente le « bistouri diamant », employé mondialement pour des coupes ultra-fines de tissus biologiques, ainsi que l'« ultra microtome » utilisé pour des coupes minces de tissus, devenant ainsi le premier Vénézuélien et le seul Latino-Américain à recevoir la médaille John Scott, à Philadelphie. Il a aussi été le chercheur principal du projet Apollo de la NASA. Il fut professeur dans les universités de Harvard et de Chicago, au Massachusetts Institute of Technology, à l'université George Washington et à l'Université de Stockholm. 
Aux États-Unis, on lui propose le prix Nobel, qu’il rejette, faute de vouloir prendre la nationalité américaine [réf. nécessaire]. 
Il s'intéresse au sanskrit, de par l'intérêt qu'y portent Tesla et Oppenheimer.
Il meurt en Suède, et son dernier vœu, être enterré dans son pays natal, est exaucé après nombre de périples administratifs.

## Inventions
- Bistouri de diamant
- Ultra microtome

## Prix et récompenses
- Prix John Scott
- Chevalier de l'ordre royal de l'Étoile polaire par le roi de Suède
- Médaille Claude Bernard, de l'Université de Montréal
- Prix médical de l'année décerné à Cambridge
- La NASA fit son éloge à l'occasion du dixième anniversaire du programme Apollo.
- L'astéroïde (196476) Humfernandez est nommé en son honneur.